# Нірішваравада
Нірішваравада (санскр. निरिश्वरवाद, «вчення про відсутність Бога», «доктрина безбожництва») — загальне позначення індійських філософських і релігійних течій, які заперечують існування  Ішвари (Творця світу). До нірішваравади ставляться як ортодоксальні (Астіка), так і неортодоксальні (Настіка) доктрини. Серед ортодоксальних систем давньоіндійської філософії (Астіка) в тій чи іншій формі заперечують існування Бога санкхья, мімансу, адвайта-веданта. З неортодоксальних навчань (настіка) до нірішваравади належать буддизм, джайнізм, локаята. Крім того, безбожним було зникле в давнину відгалуження аджівіка, про зміст якого залишилися мізерні відомості. На відміну від Заходу, атеїзм в Індії зазвичай не пов'язується з матеріалізмом (за винятком школи локаята-чарвака). Індійський атеїзм по перевазі антиматериалистичний.Індуїзм являє собою величезну різноманітність вірувань і практик. За словами британського сходознавця Роберта Чарльза Зенера, «цілком можливо бути гідним індусом незалежно від особистого світогляду, який може тяжіти до монізму, монотеїзму, політеїзму або навіть атеїзму». Він навіть доходить до твердження, що індуїзм — це релігія, яка не потребує існування чи неіснування Бога або богів.Більш виразно, індуїзм може розглядатися як сукупність трьох головних течій: одне й надає особливе значення особовому Творцю або Богу, друге акцентує увагу на імперсональний Абсолюті, третє ґрунтується на плюралістичності і неабсолютності..